# Bello (Toonder)
Bello is de hoofdfiguur in een tekstloze strip van Marten Toonder, getekend in 1939. Bello is een hondje dat in afleveringen van telkens één stripstrook een avontuurtje beleeft, meestal met andere dieren op een boerderij.
De strip is destijds gepubliceerd onder de titel De avonturen van Bello in Het Weekblad Cinema en Theater, in Unicum. Het Weekblad voor U en onder de titel Bello's Abenteuer in A-Z Luxemburger Illustrierte. In 2009 heeft de MTVC een boekuitgave gerealiseerd met daarin alle 26 afleveringen, als deel 2 van de reeks Marten Toonder Classics.

## Trivia
Bello heeft model gestaan voor Wolle Waf, een hondje dat in de vroegste verhalen van Tom Poes een kleine rol speelt als diens buurman.